# Hans von Heland
Hans Karl Sten von Heland, född 21 november 1902 i Stockholm, död 5 maj 1974, var en svensk direktör. Han var bror till Erik von Heland.

## Biografi
Hans von Heland diplomerades 1926 från Socialinstitutet i Stockholm och studerade även vid Handelshögskolan i Stockholm. Han anställdes vid Stockholms stad 1922, blev intendent vid fattigvårdsnämnden 1939, drätselkamrer 1942, kanslichef vid stadskollegiets lönekommitté 1945, var finanssekreterare 1948–1955 och verkställande direktör för AB Stockholms Spårvägar 1955–1965.
Hans von Heland administrerade stadens flyktinghjälp under andra världskriget bland danskar och norrmän samt i Finland, Frankrike m.m. Han var ordförande i Svenska Lokaltrafikföreningen från 1955, styrelseledamot i Internationella Lokaltrafikföreningen från 1955, ordförande, ledamot eller sakkunnig i ett flertal statliga och kommunala utredningar. Han skrev artiklar i dagspress och facktidskrifter, huvudsakligen i samhällsvetenskapliga och kommunala ämnen.